# J. Edwin Brainard
J. Edwin Brainard (* 27. August 1859 in Meriden, Connecticut; † 9. September 1942) war ein US-amerikanischer Politiker. Zwischen 1925 und 1929 war er Vizegouverneur des Bundesstaates Connecticut.

## Werdegang
Edwin Brainard besuchte die öffentlichen Schulen in Branford, wohin er im Alter von fünf Jahren mit seinen Eltern gezogen war. Er studierte zunächst Medizin. Nach dem plötzlichen Unfalltod seines Vaters, der als Arzt praktizierte, brach er sein Medizinstudium ab. Seit 1880 lebte er in Meriden, wo er bis 1891 für die Firma Meriden Malleable Iron Company arbeitete. Anschließend wechselte er in die Fahrradbranche. Danach war er Verkäufer für die Firma Ives, Uphani and Rand. Außerdem war er auch als Farmer tätig. Gleichzeitig schlug er als Mitglied der Republikanischen Partei eine politische Laufbahn ein. In den Jahren 1919 und 1920 saß er als Abgeordneter im Repräsentantenhaus von Connecticut.
Nach dem Rücktritt von Gouverneur Hiram Bingham wurde dessen Vizegouverneur John H. Trumbull entsprechend der Staatsverfassung dessen Nachfolger. In die nun freigewordene Stelle des Vizegouverneurs wurde Brainard gewählt. Dieses Amt bekleidete er zwischen 1925 und 1929. Dabei war er Stellvertreter des Gouverneurs und Vorsitzender des Staatssenats. Im Juni 1928 nahm er als Delegierter an der Republican National Convention in Kansas City teil, auf der Herbert Hoover als Präsidentschaftskandidat nominiert wurde. 
Edwin Brainard war mit Lizzie C. Bartholomew verheiratet, mit der er drei Söhne hatte. Er starb am 9. September 1942.